# Port-de-Lanne
Pour les articles homonymes, voir Lanne (homonymie).
Port-de-Lanne est une commune française située dans le département des Landes en région Nouvelle-Aquitaine.
Le gentilé est Port-de-Lannais.

## Géographie

### Localisation

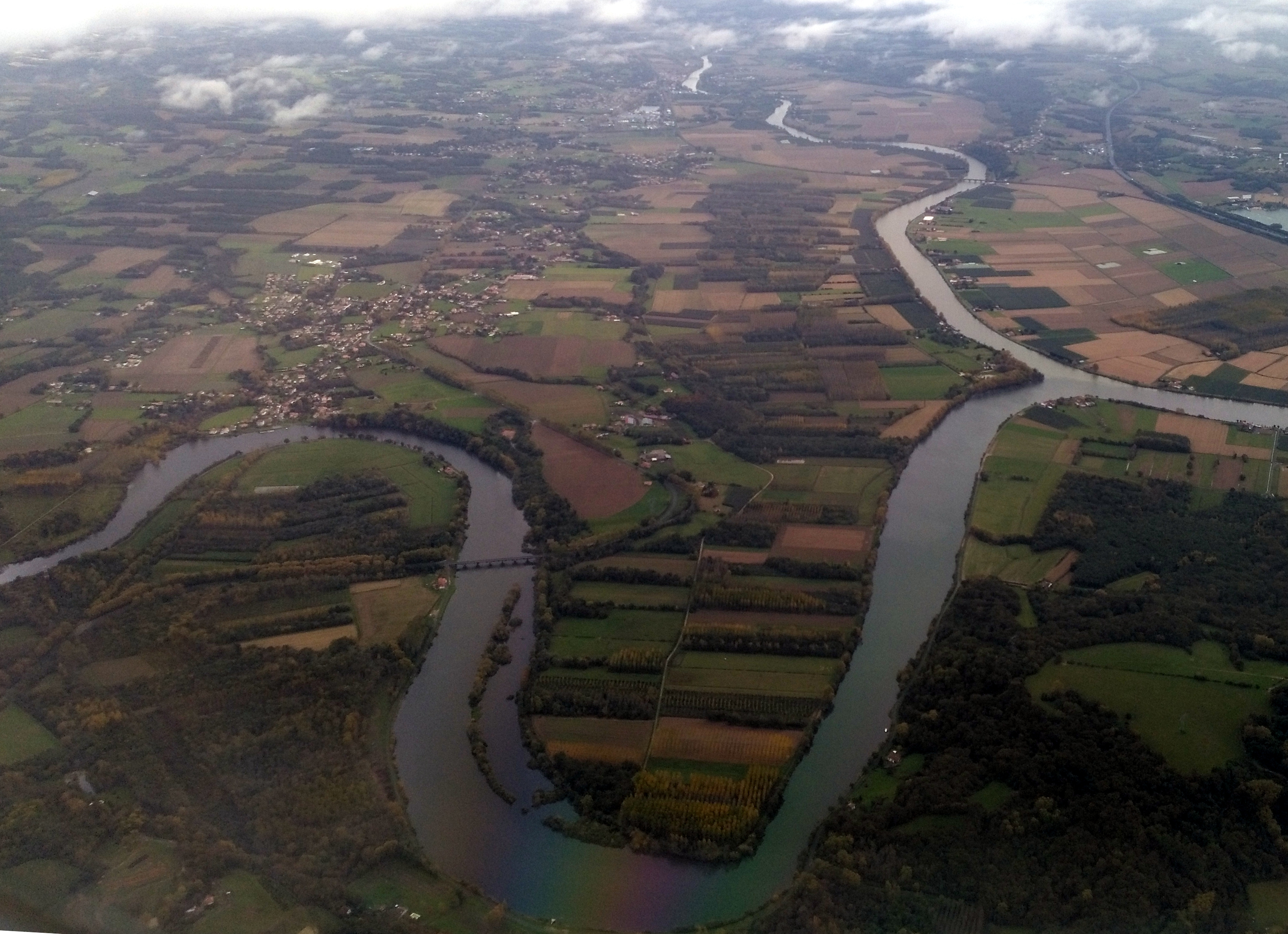
Vue aérienne de la commune de Port-de-Lanne à l'embouchure de l'Adour et des Gaves réunis.

La commune est limitrophe du département des Pyrénées-Atlantiques.
Le village est situé sur l'Adour, à 24,6 km au nord-est de Bayonne. Le sud de la commune se situe contre l'embouchure de l'Adour et les Gaves réunis.

### Communes limitrophes
Les communes limitrophes sont  Orist, Orthevielle, Saint-Lon-les-Mines, Saint-Étienne-d'Orthe, Sainte-Marie-de-Gosse et Sames.
| Saint-Étienne-d'Orthe | Orist (par un quadripoint)   | Saint-Lon-les-Mines |
| Sainte-Marie-de-Gosse | Port-de-Lanne                | Orthevielle         |
|                       | Sames (Pyrénées-Atlantiques) |                     |

### Climat
Pour des articles plus généraux, voir Climat de la Nouvelle-Aquitaine et Climat des Landes.
Historiquement, la commune est exposée à un micro climat océanique basque.  
En 2020, Météo-France publie une typologie des climats de la France métropolitaine dans laquelle la commune est dans une zone de transition entre le climat océanique et le climat de montagne et est dans la région climatique  Pyrénées atlantiques, caractérisée par une pluviométrie élevée (>1 200 mm/an) en toutes saisons, des hiver très doux (7,5 °C en plaine) et des vents faibles.
Pour la période 1971-2000, la température annuelle moyenne est de 13,6 °C, avec une amplitude thermique annuelle de 13,5 °C. Le cumul annuel moyen de précipitations est de 1 329 mm, avec 13 jours de précipitations en janvier et 8,1 jours en juillet. Pour la période 1991-2020, la température moyenne annuelle observée sur la station météorologique la plus proche, située sur la commune de Saint-Martin-de-Hinx à 8 km à vol d'oiseau, est de 14,2 °C et le cumul annuel moyen de précipitations est de 1 410,1 mm,. Pour l'avenir, les paramètres climatiques de la commune estimés pour 2050 selon différents scénarios d’émission de gaz à effet de serre sont consultables sur un site dédié publié par Météo-France en novembre 2022.

## Urbanisme

### Typologie
Au 1er janvier 2024, Port-de-Lanne est catégorisée commune rurale à habitat dispersé, selon la nouvelle grille communale de densité à sept niveaux définie par l'Insee en 2022.
Elle appartient à l'unité urbaine de Peyrehorade, une agglomération intra-départementale regroupant six  communes, dont elle est une commune de la banlieue,,. Par ailleurs la commune fait partie de l'aire d'attraction de Bayonne (partie française), dont elle est une commune de la couronne,. Cette aire, qui regroupe 56 communes, est catégorisée dans les aires de 200 000 à moins de 700 000 habitants,.

### Occupation des sols

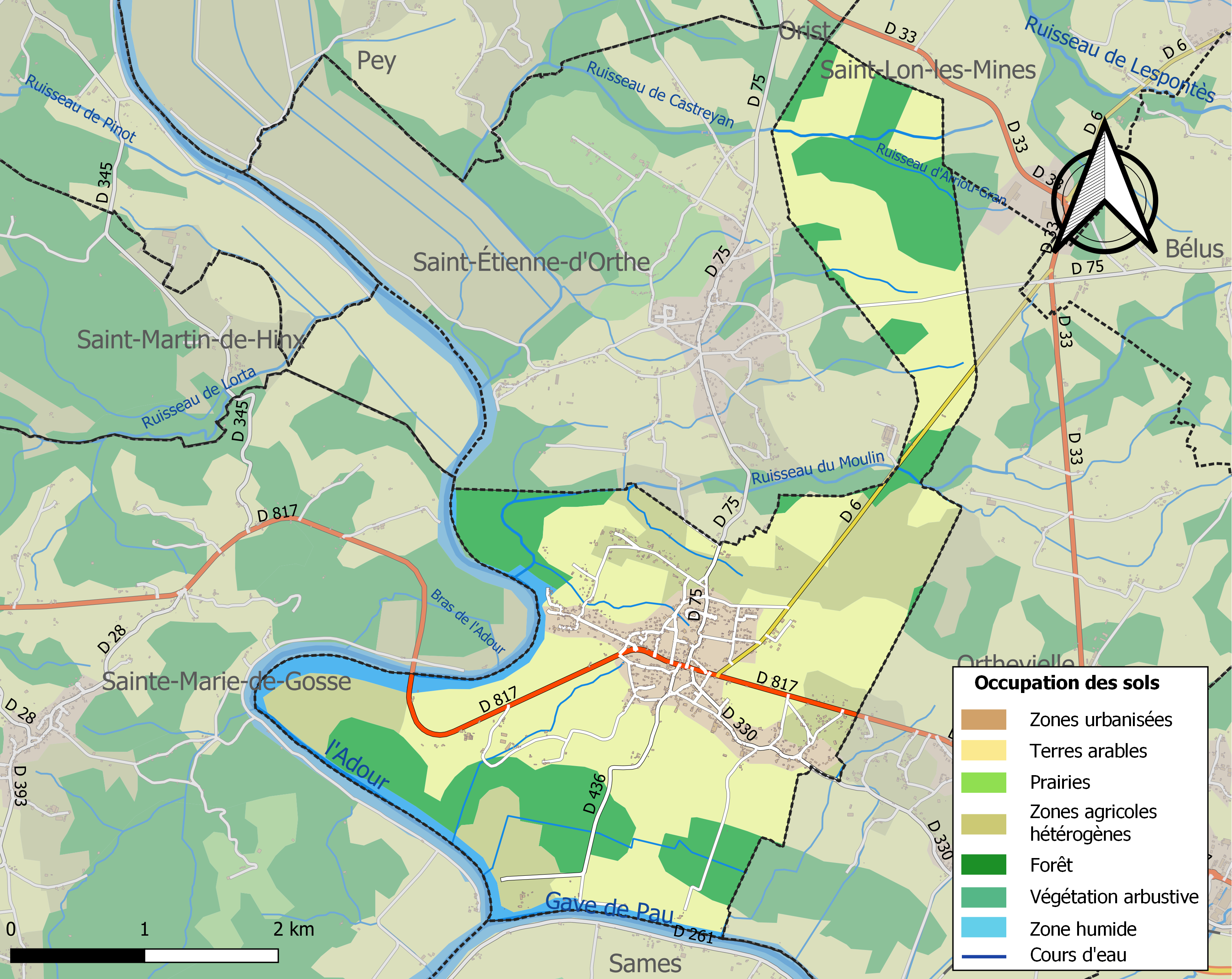
Carte des infrastructures et de l'occupation des sols de la commune en 2018 (CLC).

L'occupation des sols de la commune, telle qu'elle ressort de la base de données européenne d’occupation biophysique des sols Corine Land Cover (CLC), est marquée par l'importance des territoires agricoles (63,7 % en 2018), une proportion sensiblement équivalente à celle de 1990 (64,1 %). La répartition détaillée en 2018 est la suivante : terres arables (46,4 %), forêts (22,4 %), zones agricoles hétérogènes (17,3 %), zones urbanisées (8,4 %), eaux continentales (5,4 %). L'évolution de l’occupation des sols de la commune et de ses infrastructures peut être observée sur les différentes représentations cartographiques du territoire : la carte de Cassini (XVIIIe siècle), la carte d'état-major (1820-1866) et les cartes ou photos aériennes de l'IGN pour la période actuelle (1950 à aujourd'hui).

### Risques majeurs
Le territoire de la commune de Port-de-Lanne est vulnérable à différents aléas naturels : météorologiques (tempête, orage, neige, grand froid, canicule ou sécheresse), inondations, mouvements de terrains et séisme (sismicité modérée). Un site publié par le BRGM permet d'évaluer simplement et rapidement les risques d'un bien localisé soit par son adresse soit par le numéro de sa parcelle.
Certaines parties du territoire communal sont susceptibles d’être affectées par le risque d’inondation par débordement de cours d'eau, notamment l'Adour et le Gave de Pau. La commune a été reconnue en état de catastrophe naturelle au titre des dommages causés par les inondations et coulées de boue survenues en 1988, 1999, 2009, 2014, 2018, 2019 et 2021,.
Les mouvements de terrains susceptibles de se produire sur la commune sont des tassements différentiels.

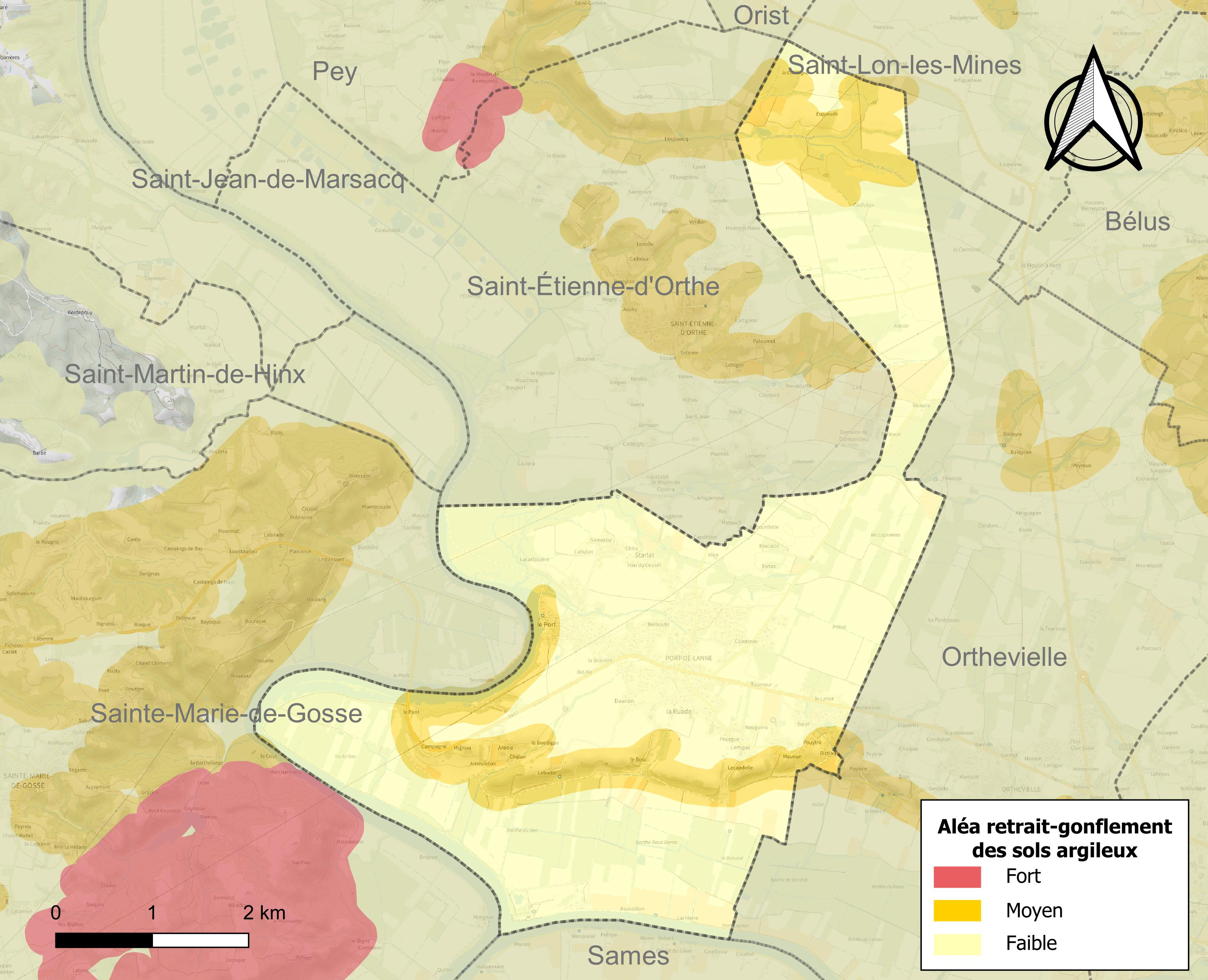
Carte des zones d'aléa retrait-gonflement des sols argileux de Port-de-Lanne.

Le retrait-gonflement des sols argileux est susceptible d'engendrer des dommages importants aux bâtiments en cas d’alternance de périodes de sécheresse et de pluie. 19,9 % de la superficie communale est en aléa moyen ou fort (19,2 % au niveau départemental et 48,5 % au niveau national). Sur les 468 bâtiments dénombrés sur la commune en 2019,  66 sont en aléa moyen ou fort, soit 14 %, à comparer aux 17 % au niveau départemental et 54 % au niveau national. Une cartographie de l'exposition du territoire national au retrait gonflement des sols argileux est disponible sur le site du BRGM,.
Concernant les mouvements de terrains, la commune a été reconnue en état de catastrophe naturelle au titre des dommages causés par des mouvements de terrain en 1999.

## Toponymie
Son nom occitan gascon est Lanas.

## Histoire
La position de Port-de-Lanne en rive de l'Adour, à environ 36 km de la côte et 30 km de Bayonne (par voie d'eau), est capitale dans le développement du bourg : jusqu'à la fin du XIXe siècle le fleuve a joué un rôle essentiel dans le sud de l'Aquitaine, d'abord parce que la côte, rectiligne, empêche la création d'un véritable port entre Bayonne et le bassin d'Arcachon et que ce cours d'eau est le seul débouché fluvial du sud de l'Aquitaine ; ensuite parce qu'il permet d'amener à la côte aquitaine les produits agricoles de l'arrière-pays, parmi lesquels des denrées recherchées : vin de la Chalosse et du Tursan, céréales du Marsan, eaux-de-vie de l'Armagnac, résine et goudron du Marensin, térébenthine, bois des Pyrénées et des Landes. Des denrées coloniales remontent vers l'amont. 
Au XVIIIe siècle le port de Lanne est un port de pêche très actif et l'endroit est noté pour sa richesse en poissons : 

« Les pescheurs du port de Lanne font seuls toutes les espèces de pesches pratiquées par les tilloliers de Bayonne et les pescheurs de la rivièrre. Ils font aussy la pesche souvent avec plus de succès étant au confluant des rivierres où se trouvent plus communément des éturgeons qu'ils nomment créacs. Ils ont des seines et des trameaux pour faire dans la saison la pesche des saumons et des aloses. Les jurats et pescheurs de Lanne nous ont représenté des brions ou trameaux pour les aloses, d'autres pour les saumons, des trameaux pour la pesche des muges ou mulets, des boulantes ou trameaux pour les lamproyes, des seines à saumons et pour les aloses des mêmes filets pour les muges, des éperviers, des manches ou manioles, »

.
Le musée de la batellerie de Port-de-Lanne possède un fragment du chaland « Boussets », découvert au gué de l'île de Mirepech (sur Sainte-Marie-de-Gosse, à 4,8 km au sud-ouest de Port-de-Lanne).

## Politique et administration
| Période                                  | Période  | Identité                | Étiquette | Qualité           |
| ---------------------------------------- | -------- | ----------------------- | --------- | ----------------- |
|                                          |          | Pierre Henry d'Artigues |           |                   |
| 1987                                     | 2014     | Michel Lasserre         | PS        | Professeur        |
| 2014                                     | 2020     | Michel Capin            | DVG       | Chef d'entreprise |
| 2020                                     | En cours | Valérie Brethous        |           |                   |
| Les données manquantes sont à compléter. |          |                         |           |                   |

## Démographie
| 1793 | 1800 | 1806 | 1821  | 1831  | 1836  | 1841  | 1846  | 1851  |
| ---- | ---- | ---- | ----- | ----- | ----- | ----- | ----- | ----- |
| 733  | 850  | 921  | 1 094 | 1 250 | 1 204 | 1 131 | 1 156 | 1 180 |

| 1856  | 1861  | 1866  | 1872  | 1876  | 1881  | 1886  | 1891  | 1896  |
| ----- | ----- | ----- | ----- | ----- | ----- | ----- | ----- | ----- |
| 1 161 | 1 027 | 1 160 | 1 144 | 1 109 | 1 126 | 1 132 | 1 086 | 1 057 |

| 1901  | 1906  | 1911  | 1921 | 1926 | 1931 | 1936 | 1946 | 1954 |
| ----- | ----- | ----- | ---- | ---- | ---- | ---- | ---- | ---- |
| 1 045 | 1 064 | 1 029 | 903  | 861  | 807  | 753  | 686  | 685  |

| 1962 | 1968 | 1975 | 1982 | 1990 | 1999 | 2005 | 2006 | 2010 |
| ---- | ---- | ---- | ---- | ---- | ---- | ---- | ---- | ---- |
| 640  | 605  | 602  | 637  | 665  | 700  | 808  | 833  | 901  |

| 2015 | 2020  | 2022  | - | - | - | - | - | - |
| ---- | ----- | ----- | - | - | - | - | - | - |
| 973  | 1 195 | 1 228 | - | - | - | - | - | - |

## Lieux et monuments
- Église Sainte-Madeleine de Port-de-Lanne[30] de style gothique du XIIIe siècle. D'après la base de données Mérimée, elle a "sans doute été construite au XIIIe siècle et possède des adjonctions et modifications pouvant remonter aux XVIe et XVIIe siècles. Des travaux ont également eu lieu au cours du XIXe siècle. L'église est constituée d'une nef voûtée sur croisée d'ogives, prolongée par un chœur comportant une abside à trois pans. La charpente en chêne soutient un toit couvert de tuiles plates". L'église, qui est la propriété de la commune, a été inscrite sur la liste des Monuments historiques le 6 octobre 1976[31].
- Musée d'histoire locale sur la pêche et la batellerie en Bas-Adour.
- Château de Bec du Gave.

## Personnalités liées à la commune
- Gabriel Lisette.